# Cimica
"Cimica", alternativt "Cimica Cimica", är en singel framförd av Aurela Gaçe släppt år 2000.
Låten släpptes år 2000 och blev Gaçes första singel på 2000-talet. Låten skrevs av Jorgo Papingji medan den komponerades av Adrian Hila. Låten är en ballad med inslag av folklore.